# Дзонья
Дзонья́ (чаморро Yoña /d͡zoˈɲa/, англ. Yona) — деревня на восточном берегу Гуама.
Ближайшие населенные пункты: Agana Heights Village; Barrigada Village; Sinajana Village; Талофофо.

## История
Дзонья исторически была фермерской общиной, но сегодня в основном является жилой. Во время Второй мировой войны японцы заставили коренных чаморро пройти маршем из лагерей на севере Гуама в лагеря для военнопленных в Дзонье незадолго до того, как американцы освободили остров. Японские танки в районе реки Сегуа служат напоминанием о войне. Сегодня курортный отель Leo Palace расположен на холмах Маненггон. Курортный отель Leo Palace также используется для проведения футбольных матчей ассоциации.

## География
Деревня имеет площадь 52 км² и расположена на восточной стороне Гуама между реками Паго и Тогча. Центр деревни расположен над скалами между заливом Паго и заливом Илиг. Жилые районы База Гарденс и Windward Hills расположены к югу.
Бюро переписи населения США признает два места, выделенные для переписи населения в муниципалитете: Дзонья и Windward Hills.

## Население
Население в 2010 году составляло 6480 чел.

## Достопримечательности
- Водопад Сигуа
- Водопад Тарзан
- Пляжный парк Тагачанг
- Поле для гольфа Windward Hills
- Загородный клуб Pacific Golf Course
- Поле для гольфа Manengon Hills
- Тропа «Курс орхидей».